# Клименок, Андрей Адамович
Андрей Адамович Клименок (бел. Андрэй Адамавіч Клімянок; 4 января 1972, Гомель — 28 июля 2023) — советский и белорусский футболист, защитник. Выступал в клубах «Гомель» и «Ведрич-97».

## Карьера
Начинал выступать за гомельский клуб «Гомсельмаш» в чемпионате СССР. В 1992 году футболист вместе с клубом принял участие в первом белорусском чемпионате. Был одним из ключевых игроков клуба на протяжении нескольких сезонов. В сезоне 1997 года стал победителем Второй лиги и снова вернулся в высший дивизион. В 1999 году футболист перешёл в речицкий клуб «Ведрич-97», вместе с которым дважды становился серебряным призёром Первой лиги. В 2007 году завершил профессиональную карьеру футболиста.

## Смерть
Умер 28 июля 2023 года в возрасте 51 года.

## Достижения
«Гомель»
- Победитель Второй лиги: 1997